# مقاطعة كالدويل (ميزوري)
مقاطعة كالدويل (بالإنجليزية: Caldwell County)‏ هي إحدى المقاطعات في ولاية ميزوري في الولايات المتحدة الأمريكية.